# 1173
Il 1173 (MCLXXIII in numeri romani) è un anno  del XII secolo.

## Eventi
- 21 febbraio - Papa Alessandro III canonizza Tommaso Becket.
- 9 agosto - Inizia la costruzione della torre pendente di Pisa

## Nati
- 21 maggio - Shinran, monaco buddista giapponese († 1263)
- 23 dicembre - Ludovico I di Baviera, duca († 1231)
- Erveo IV di Donzy, nobile francese († 1222)
- Federico I di Altena, nobile tedesco († 1199)
- Guglielmo VI del Monferrato, sovrano italiano († 1226)
- Qutbuddin Bakhtiar Kaki, mistico indiano († 1235)

## Morti
- 5 gennaio - Boleslao IV di Polonia, duca polacca (n. 1120)
- 10 marzo - Riccardo di San Vittore, teologo e filosofo francese
- 10 maggio - Raimbaut d'Aurenga, trovatore francese
- 4 luglio - Alberto Quadrelli, vescovo cattolico italiano (n. 1103)
- 4 agosto - Raimondo, vescovo cattolico italiano
- 9 agosto - Najm al-Din Ayyub, militare e politico curdo
- 1º settembre - Stamira, patriota italiana
- 6 ottobre - Enghelberto III d'Istria, nobile italiano
- 25 dicembre - Matteo di Lorena, conte (n. 1137)
- Anselmo, vescovo cattolico italiano
- Beniamino di Tudela, geografo e esploratore spagnolo (n. 1130)
- Costantino Colomanno, funzionario e generale bizantino
- Eufrosina di Polack, badessa e santa bielorussa
- Reginaldo Fitzurse, cavaliere medievale normanno (n. 1143)
- Godefroid de Claire, orafo belga (n. 1100)
- Hemacandra, letterato, monaco giainista e filosofo indiano (n. 1088)
- Mafalda del Portogallo, regina (n. 1148)
- Narasiṃha I, sovrano indiano
- Stefano II di Auxonne, conte
- Umfredo III di Toron, nobile normanno
- Volmar, monaco cristiano tedesco
- Ruggero di Clare, II conte di Hertford, nobile normanno (n. 1116)
- Guglielmo Raimondo I di Moncada, nobile

## Calendario
| Calendario 1173 | Calendario 1173 | Calendario 1173 | Calendario 1173 | Calendario 1173 | Calendario 1173 | Calendario 1173 | Calendario 1173 | Calendario 1173 | Calendario 1173 | Calendario 1173 | Calendario 1173 | Calendario 1173 | Calendario 1173 | Calendario 1173 | Calendario 1173 | Calendario 1173 | Calendario 1173 | Calendario 1173 | Calendario 1173 | Calendario 1173 | Calendario 1173 | Calendario 1173 | Calendario 1173 | Calendario 1173 | Calendario 1173 | Calendario 1173 | Calendario 1173 | Calendario 1173 | Calendario 1173 | Calendario 1173 | Calendario 1173 | Calendario 1173 |
| --------------- | --------------- | --------------- | --------------- | --------------- | --------------- | --------------- | --------------- | --------------- | --------------- | --------------- | --------------- | --------------- | --------------- | --------------- | --------------- | --------------- | --------------- | --------------- | --------------- | --------------- | --------------- | --------------- | --------------- | --------------- | --------------- | --------------- | --------------- | --------------- | --------------- | --------------- | --------------- | --------------- |
|                 | 1               | 2               | 3               | 4               | 5               | 6               | 7               | 8               | 9               | 10              | 11              | 12              | 13              | 14              | 15              | 16              | 17              | 18              | 19              | 20              | 21              | 22              | 23              | 24              | 25              | 26              | 27              | 28              | 29              | 30              | 31              |                 |
| Gennaio         | Lu              | Ma              | Me              | Gi              | Ve              | Sa              | Do              | Lu              | Ma              | Me              | Gi              | Ve              | Sa              | Do              | Lu              | Ma              | Me              | Gi              | Ve              | Sa              | Do              | Lu              | Ma              | Me              | Gi              | Ve              | Sa              | Do              | Lu              | Ma              | Me              |                 |
| Febbraio        | Gi              | Ve              | Sa              | Do              | Lu              | Ma              | Me              | Gi              | Ve              | Sa              | Do              | Lu              | Ma              | Me              | Gi              | Ve              | Sa              | Do              | Lu              | Ma              | Me              | Gi              | Ve              | Sa              | Do              | Lu              | Ma              | Me              |                 |                 |                 |                 |
| Marzo           | Gi              | Ve              | Sa              | Do              | Lu              | Ma              | Me              | Gi              | Ve              | Sa              | Do              | Lu              | Ma              | Me              | Gi              | Ve              | Sa              | Do              | Lu              | Ma              | Me              | Gi              | Ve              | Sa              | Do              | Lu              | Ma              | Me              | Gi              | Ve              | Sa              |                 |
| Aprile          | Do              | Lu              | Ma              | Me              | Gi              | Ve              | Sa              | Do              | Lu              | Ma              | Me              | Gi              | Ve              | Sa              | Do              | Lu              | Ma              | Me              | Gi              | Ve              | Sa              | Do              | Lu              | Ma              | Me              | Gi              | Ve              | Sa              | Do              | Lu              |                 |                 |
| Maggio          | Ma              | Me              | Gi              | Ve              | Sa              | Do              | Lu              | Ma              | Me              | Gi              | Ve              | Sa              | Do              | Lu              | Ma              | Me              | Gi              | Ve              | Sa              | Do              | Lu              | Ma              | Me              | Gi              | Ve              | Sa              | Do              | Lu              | Ma              | Me              | Gi              |                 |
| Giugno          | Ve              | Sa              | Do              | Lu              | Ma              | Me              | Gi              | Ve              | Sa              | Do              | Lu              | Ma              | Me              | Gi              | Ve              | Sa              | Do              | Lu              | Ma              | Me              | Gi              | Ve              | Sa              | Do              | Lu              | Ma              | Me              | Gi              | Ve              | Sa              |                 |                 |
| Luglio          | Do              | Lu              | Ma              | Me              | Gi              | Ve              | Sa              | Do              | Lu              | Ma              | Me              | Gi              | Ve              | Sa              | Do              | Lu              | Ma              | Me              | Gi              | Ve              | Sa              | Do              | Lu              | Ma              | Me              | Gi              | Ve              | Sa              | Do              | Lu              | Ma              |                 |
| Agosto          | Me              | Gi              | Ve              | Sa              | Do              | Lu              | Ma              | Me              | Gi              | Ve              | Sa              | Do              | Lu              | Ma              | Me              | Gi              | Ve              | Sa              | Do              | Lu              | Ma              | Me              | Gi              | Ve              | Sa              | Do              | Lu              | Ma              | Me              | Gi              | Ve              |                 |
| Settembre       | Sa              | Do              | Lu              | Ma              | Me              | Gi              | Ve              | Sa              | Do              | Lu              | Ma              | Me              | Gi              | Ve              | Sa              | Do              | Lu              | Ma              | Me              | Gi              | Ve              | Sa              | Do              | Lu              | Ma              | Me              | Gi              | Ve              | Sa              | Do              |                 |                 |
| Ottobre         | Lu              | Ma              | Me              | Gi              | Ve              | Sa              | Do              | Lu              | Ma              | Me              | Gi              | Ve              | Sa              | Do              | Lu              | Ma              | Me              | Gi              | Ve              | Sa              | Do              | Lu              | Ma              | Me              | Gi              | Ve              | Sa              | Do              | Lu              | Ma              | Me              |                 |
| Novembre        | Gi              | Ve              | Sa              | Do              | Lu              | Ma              | Me              | Gi              | Ve              | Sa              | Do              | Lu              | Ma              | Me              | Gi              | Ve              | Sa              | Do              | Lu              | Ma              | Me              | Gi              | Ve              | Sa              | Do              | Lu              | Ma              | Me              | Gi              | Ve              |                 |                 |
| Dicembre        | Sa              | Do              | Lu              | Ma              | Me              | Gi              | Ve              | Sa              | Do              | Lu              | Ma              | Me              | Gi              | Ve              | Sa              | Do              | Lu              | Ma              | Me              | Gi              | Ve              | Sa              | Do              | Lu              | Ma              | Me              | Gi              | Ve              | Sa              | Do              | Lu              |                 |